# アジア プロ野球チャンピオンシップ
アジア プロ野球チャンピオンシップ（アジアプロやきゅうチャンピオンシップ、英: Asia Professional Baseball Championship、APBC）は、日本野球機構（NPB）、韓国野球委員会（KBO）、中華職業棒球大聯盟（CPBL）、オーストラリア野球連盟（BA）が主催する、アジア地域における若手選手の育成を目的とした野球の国別代表の国際大会である。日本、韓国、チャイニーズタイペイ（台湾）の対抗戦として開始され、第2回よりオーストラリアが参加して4か国対抗戦となる。

## 経緯
2017年
- 1月23日 - 同大会発足を発表し、第1回大会は2017年11月16日から19日にかけて東京ドームで行われる[2]。4年後の2021年に第2回大会を実施予定[2]。将来的にはアジア諸国によるアジアチャンピオンシップへの発展を目指した第一歩と位置づけられそうだとしている[3]。

2022年
- 12月14日 - CPBLは、新型コロナウイルス感染症の影響により中断していた本大会について、2023年11月に第2回大会を東京で開催する予定だと明らかにした[4][5]。
- 12月16日 - 第2回大会の開催を正式に発表。オーストラリアを加えた4か国の対抗戦になる[6]。

## 試合形式
3か国総当たりで予選を実施し、その1位と2位で決勝を戦う。優勝賞金は2000万円、準優勝は500万円。世界野球ソフトボール連盟（WBSC）公認試合として開催され、WBSC国際使用球を使用し、DH制、タイブレークあり。
第2回は4カ国での総当たりによる予選となり、その3位と4位のチームによる3位決定戦も行われることとなった。

## 参加資格
- 24歳以下（第1回大会の場合1993年1月1日以降生まれ）、または入団3年以内[2]
- オーバーエイジ枠が各チーム3名まで登録可（但し上限29歳までとする[注釈 1]）[2]

## 歴代大会結果
| 回 | 開催期間                  | 開催地 | 出場 | メダリスト | メダリスト | メダリスト           | 4位            |
| 回 | 開催期間                  | 開催地 | 出場 | 優勝       | 準優勝     | 3位                  | 4位            |
| -- | ------------------------- | ------ | ---- | ---------- | ---------- | -------------------- | -------------- |
| 1  | 2017年11月16日 - 11月19日 | 東京   | 3    | 日本       | 韓国       | チャイニーズタイペイ | なし           |
| 2  | 2023年11月16日 - 11月19日 | 東京   | 4    | 日本       | 韓国       | チャイニーズタイペイ | オーストラリア |

## 大会最優秀選手
| 大会 | 選出選手 | 所属球団           |
| ---- | -------- | ------------------ |
| 2017 | 外崎修汰 | 埼玉西武ライオンズ |
| 2023 | 門脇誠   | 読売ジャイアンツ   |

## その他
世界野球ソフトボール連盟（WBSC）公認大会であるが、WBSC世界ランキングのポイント対象外となっている。
2023年時点で本大会はすべて日本で開催されているが、日本プロ野球においては通常行われない内野席内ステージでのチアリーダーによるパフォーマンスのほか、韓国・チャイニーズタイペイ代表については各国内リーグにおいて行われているスピーカーを用いた応援曲の再生や、マイクパフォーマンスを伴う応援も実施されている。オーストラリア代表は組織的な応援団を持たなかったが、X(旧Twitter)にてオーストラリア野球協会の公式アカウントが日本語で応援者の募集と応援方法のリクエストを行うと、球場で観戦していた日本人ファンがこれに協力し、オーストラリア代表の選手を応援する即席応援団「カンガルークラブ」が結成された。